# Metoprolol
A metoprolol egy cardioselectív béta1-adrenoreceptor blokkoló, ami a szív béta1-receptoraira sokkal kisebb dózisban hat, mint ami főleg a bronchusokban és a perifériás erekben lévő béta2-receptorok blokkolásához szükséges. A metoprololnak membránstabilizáló hatása nem jelentős, részleges agonista tulajdonságokkal nem rendelkezik. A fizikális és mentális stressz során felszabaduló katekolaminok szívstimuláló hatását a metoprolol csökkenti vagy gátolja. Ez azt jelenti, hogy a katekolaminok által okozott szokványos szívfrekvencia, szívteljesítmény, szívkontraktilitás és vérnyomás növekedést a metoprolol csökkenti. Ezek a hatások a myocardialis oxigénigény általános csökkenését eredményezik, ami fontos összetevője a gyógyszer antiischaemiás hatásának. A metoprolol csökkenti az emelkedett vérnyomást mind fekvő, mind álló helyzetben.

## Hatásmechanizmus
Gátolja az emelkedett szimpatikus aktivitás által okozott cardialis hatásokat, akutan csökkenti a szívfrekvenciát, a contravtilitást, a perctérfogatot és a vérnyomást. Amíg az endogén adrenalin szintje magas, a metoprolol sokkal kevésbé hat a vérnyomás szabályozásra, mint a nem szelektív β-blokkolók.
A metoprolol csökkenti a megemelkedett vérnyomást mind fekvő, mind pedig álló helyzetben. Előfordul, hogy a metoprolol kezelés megkezdésekor a perifériás ellenállás rövid ideig tartó (néhány óra) és klinikai szempontból jelentéktelen emelkedése figyelhető meg. A hosszú távú kezelés ideje alatt a teljes perifériás ellenállás csökkenhet, mivel az artériás rezisztencia erekben kialakult hypertrophia visszafejlődik. Bebizonyosodott, hogy a metoprolollal végzett hosszú távú antihipertenzív terápia a bal kamra hypertrophiát is csökkenti, valamint javítja a bal kamrai diasztolét és a bal kamrai töltődést.
Az enyhe-közepes vérnyomás emelkedésben szenvedő férfiakban a metoprolol bizonyítottan csökkenti a cardiovascularis betegség miatt bekövetkező halálozást, nagyrészt a cardiovascularis okokból kifolyólag hirtelen beálló halál veszélyének csökkentésével. Továbbá bizonyítottan csökkenti a halálos vagy nem halálos kimenetelű myocardialis infarktus és a stroke kialakulásának kockázatát.
A metoprolol - a többi β-blokkolóhoz hasonlóan - a szisztémás artériás nyomás, a szívfrekvencia és a kontraktilitás csökkentése révén mérsékli a szív oxigénigényét. A szívfrekvencia csökkentése révén a myocardium károsodott vérellátású részeinek a perfúzióját, ill. oxigén-ellátását is javítja a diasztole idejének megnyújtásával. Ezért angina pectorisban csökkenti a rohamok és a néma ischaemiás események számát, időtartamát és súlyosságát, valamint növeli a beteg fizikai teljesítőképességét, valamint növeli a fizikai munkavégzéshez szükséges kapacitást. 
A szívritmusra kifejtett hatása Supraventricularis tachycardiában vagy pitvarfibrillációban, valamint ventricularis extrasystolék jelentkezésekor a metoprolol hatékonyan szabályozza a szívfrekvenciát. A myocardialis infarktusra kifejtett hatása Diagnosztizált myocardiális infarktuskor vagy annak gyanújakor a metoprolol csökkenti a halálozások számát, nagyrészt a hirtelen halál kockázatának csökkentésével. Ennek oka feltehetően részben a ventricularis fibrilláció kialakulásának megelőzése. Az antifibrillációs hatásának kialakulásában két mechanizmusnak tulajdonítanak jelentőséget. Egyrészt a vér-agy gáton belül a vagus-hatás pozitívan befolyásolja a szív elektromos működését. Másrészt a közvetlenül a szívre ható, szimpatikus, anti-ischaemiás hatás, hatékonyan befolyásolja a szív összehúzódó képességét, az összehúzódások számát, és a vérnyomást. Mind a korai mind a késői alkalmazás esetén, csökkent a mortalitás a magas rizikófaktorú, korábban már valamilyen cardiovascularis betegségen átesett betegeknél és a diabetes mellitusban szenvedőknél is. A metoprolol bizonyítottan csökkenti a nem halálos kimenetelű myocardiális infarktus kialakulásának valószínűségét. 
Az idiopathiás dilatált cardiomyopathia miatt kialakult közepesen súlyos vagy súlyos pangásos szívelégtelenségre kifejtett hatása A metoprolol bizonyítottan javítja a szívműködést, alkalmazása mellett csökkent a szükséges szívtranszplantációk száma az idiopathiás dilatált cardiomyopathia miatt kialakult közepesen súlyos vagy súlyos pangásos szívelégtelenségben. Ugyanebben a betegcsoportban a metoprolol terápia hatására javult a teljes életminőség, a maximális mozgáskapacitás, és csökkent a szívroham miatt kórházba újra felvett betegek száma. 
Supraventricularis tachycardia, pitvarfibrilláció és ventricularis extrasystolia esetén a metoprolol csökkenti a kamrafrekvenciát és a kamrai extraütések gyakoriságát. 
A metoprolol hatékony a palpitációval járó szívműködési rendellenességek kezelésében.  A migrénre kifejtett hatása A metoprolol alkalmas a migrén profilaktikus kezelésére. A metoprolol csökkenti a hyperthyreoidismus tüneteinek klinikai megjelenését, ennek következtében kiegészítő terápiaként alkalmazható.
Terápiás dózisban alkalmazva a metoprolol perifériás ereket, ill. bronchiolusokat szűkítő hatása kevésbé kifejezett, mint a nem szelektív -blokkolók alkalmazása esetén. 
Szükség esetén a metoprolol adható b2-agonistával kombinálva obstructiv tüneteket mutató tüdőbetegeknek. b2-agonistával történő együttadásakor a terápiás adagban alkalmazott metoprolol kevésbé befolyásolja a b2-agonisták okozta bronchodilatatiót, mint a nem szelektív b-blokkolók.
A metoprolol kevésbé befolyásolja az inzulin felszabadulást és a szénhidrát anyagcserét, mint a nem szelektív b-blokkolók. A metoprolol kevésbé befolyásolja a hipoglikémiára kialakuló kardiovaszkuláris választ, mint a nem szelektív b1-blokkolók.
Rövidebb időtartamú vizsgálatok szerint a metoprolol a triglycerid-szint emelkedését és a szabad zsírsav-szint csökkenését okozhatja a vérben. Néhány esetben megfigyelték a magas denzitású lipoprotein (HDL)- szint enyhe emelkedését, habár ez kisebb mértékű volt, mint nem szelektív b-blokkolók esetén. Ugyanakkor, egy több éven át végzett vizsgálat szerint a metoprolol kezelést követően a teljes szérum koleszterin-szint jelentősen csökkent. A metoprolol kezelés időtartama alatt az életminőség nem romlott, illetve javult. A metoprolol kezelés után az életminőség javulása volt megfigyelhető myocardiális infarktuson átesett és idiopathiás dilatált cardiomyopathiában szenvedő betegeknél.

## Sztereokémia
A metoprolol egy sztereoközpontot tartalmaz, és két enantiomerből áll. Ez egy racemát, azaz az (R)- és az (S)-formának 1: 1 arányú elegye:
| A metoprolol enantiomerjei | A metoprolol enantiomerjei |
| -------------------------- | -------------------------- |
| CAS-szám: 81024-43-3       | CAS-szám: 81024-42-2       |

## Védjegyezettnevű készítmények
- Betaloc (AstraZeneca)
- Betaloc ZOK (AstraZeneca)
- HUMA-METOPROL
- Egilok (Egis)
- METOPROLOL AL
- METOPROLOL-B
- METOPROLOL-RATIOPHARM
- METOPROLOL Z 1A PH
- METOPROLOL Z HEXAL

## Kombinációk
- Logimax (AstraZeneca) (metoprolol + felodipin)

RITMETOL